# Homeland Security Advisor
Der Homeland Security Advisor (HSA) ist eine wichtige Position in der US-amerikanischen Regierung, die sich mit der Sicherheit des Landes auf verschiedenen Ebenen befasst.
Der Assistent des Präsidenten für Heimatschutz, allgemein als Heimatschutzberater bezeichnet, ist ein hochrangiger Mitarbeiter des Nationalen Sicherheitsrats mit Sitz im Westflügel des Weißen Hauses und fungiert als Hauptberater des Präsidenten der Vereinigten Staaten in Fragen der Heimatschutz- und Terrorismusbekämpfung.
Der Heimatschutzberater ist zudem satzungsgemäßes Mitglied des Heimatschutzrats der Vereinigten Staaten. Er dient auf Wunsch des Präsidenten und benötigt für seine Ernennung keine Bestätigung durch den Senat.

## Position
Der Homeland Security Advisor ist ein Berater des Präsidenten der Vereinigten Staaten und fungiert als oberster Sicherheitsberater in Angelegenheiten, die die nationale Sicherheit betreffen. Diese Position wurde nach den tragischen Ereignissen des 11. September 2001 geschaffen, um die Koordination und Kommunikation zwischen verschiedenen Sicherheitsbehörden und -diensten zu verbessern.

## Verantwortlichkeiten
Die Hauptverantwortlichkeit des Homeland Security Advisors besteht darin, den Präsidenten in Bezug auf nationale Sicherheitsfragen zu beraten. Dies beinhaltet die Analyse von Bedrohungen, die Entwicklung von Sicherheitsstrategien und die Empfehlung von Maßnahmen zur Gewährleistung der Sicherheit der Vereinigten Staaten.
Konkret umfassen die Aufgaben des HSA:
- Beratung des Präsidenten: Der HSA soll den Präsidenten in sicherheitsrelevanten Angelegenheiten beraten und dazu beitragen, Entscheidungen zu treffen, die die nationale Sicherheit betreffen.
- Koordination der Sicherheitsbehörden: Der HSA soll eng mit verschiedenen Sicherheitsbehörden zusammenarbeiten, wie dem Department of Homeland Security (DHS), dem National Security Council (NSC) und dem FBI, um sicherzustellen, dass Informationen und Ressourcen effektiv geteilt und koordiniert werden.
- Analyse von Bedrohungen: Der HSA soll verantwortlich für die regelmäßige Bewertung von Bedrohungen für die nationale Sicherheit sein, einschließlich Terrorismus, Cyberangriffe, Naturkatastrophen und mehr.
- Entwicklung von Strategien: Basierend auf der Bedrohungsanalyse, soll der HSA Sicherheitsstrategien und -pläne entwickeln, um die nationale Sicherheit zu gewährleisten und auf Herausforderungen zu reagieren.
- Krisenmanagement: Im Falle von Sicherheitskrisen oder Naturkatastrophen soll der HSA eine wichtige Rolle bei der Koordination der Reaktion der Regierung spielen.

## Bedeutung
Die Position des Homeland Security Advisor wurde geschaffen, um sicherzustellen, dass der Präsident stets über aktuelle Informationen und Empfehlungen in sicherheitsrelevanten Angelegenheiten verfügt. Nach den Ereignissen des 11. September 2001 wurde die Rolle des HSA als besonders bedeutend angesehen, da das Zusammenspiel des HSA mit dem Präsidenten der US-Regierung erlauben sollte, auf Bedrohungen effektiv zu reagieren.
Durch die enge Zusammenarbeit mit verschiedenen Sicherheitsbehörden und die Bereitstellung von fundierten Ratschlägen soll der HSA dazu beitragen, die nationale Sicherheit zu schützen und auf aktuelle und potenzielle Bedrohungen zu reagieren.
Dabei steht es dem Sicherheitsberater frei, seine Aufgaben weit zu definieren: So erhielt HSA Miller im Jahr 2025 aufgrund der Definition von Migration als zentraler nationaler Bedrohung neue Weisungsbefugnisse gegenüber der Immigrationspolizei ICE.

## Amtsinhaber
| Nr. | Bild | Name                       | Amtszeit                             | unter Präsident |
| --- | ---- | -------------------------- | ------------------------------------ | --------------- |
| 1   |      | Tom Ridge                  | 8. Oktober 2001 bis 24. Januar 2003  | George W. Bush  |
| 2   |      | John Alexander Gordon      | 30. April 2003 bis 28. Juli 2004     | George W. Bush  |
| 3   |      | Frances Townsend           | 28. Juli 2004 bis 30. März 2008      | George W. Bush  |
| 4   |      | Kenneth Leonard Wainstein  | 30. März 2008 bis 20. Januar 2009    | George W. Bush  |
| 5   |      | John O. Brennan            | 20. Januar 2009 bis 25. Januar 2013  | Barack Obama    |
| 6   |      | Lisa Monaco                | 25. Januar 2013 bis 20. Januar 2017  | Barack Obama    |
| 7   |      | Tom Bossert                | 20. Januar 2017 bis 10. April 2018   | Donald Trump    |
| -   |      | Rob Joyce (kommissarisch)  | 10. April 2018 bis 31. Mai 2018      | Donald Trump    |
| 8   |      | Doug Fears                 | 1. Juni 2018 bis 12. Juli 2019       | Donald Trump    |
| 9   |      | Peter James Brown          | 12. Juli 2019 bis 7. Februar 2020    | Donald Trump    |
| 10  |      | Julia Nesheiwat            | 20. Februar 2020 bis 20. Januar 2021 | Donald Trump    |
| 11  |      | Elizabeth Sherwood-Randall | 20. Januar 2021 bis 20. Januar 2025  | Joe Biden       |
| 12  |      | Stephen Miller             | seit 20. Januar 2025                 | Donald Trump    |